# Teatr Norweski w Oslo
Teatr Norweski w Oslo (norw. Det Norske Teatret) – norweski teatr grający sztuki w bokmål, nynorsk i w różnych dialektach języka norweskiego. Został założony 22 listopada 1912 roku z inicjatywy Huldy Garborg i Edvarda Drabløsa.
Uroczyste otwarcie teatru w Oslo nastąpiło 6 października 1913 roku. Wystawiono sztukę Jeppe på Bjerget (Jeppe na wzgórzu) Ludviga Holberga. Na premierze był obecny m.in. król Haakon VII.
Teatr wystawiał również musicale, m.in. Les Misérables, Koty, West Side Story i Skrzypka na dachu.
Od 1985 roku mieści się w centrum Oslo, na ulicy Kristian IVs gate, w budynku zaprojektowanym przez firmę architektoniczną 4B Arkitekter AS. Jest teatrem prywatnym, dotowanym przez państwo.